# Уайт, Стюарт Эдуард
Стюарт Эдуард Уайт (англ. Stewart Edward White, 12 марта 1873, Гранд-Рапидс, США — 18 сентября 1946, Хилсборо) — американский писатель, выдающийся путешественник.

## Биография
Родился в семье лесопромышленника, вырос в лесу, в лагерях, на реке со сплавщиками; работал на золотых приисках. В 1893 году окончил университет, в 1903 получил докторскую степень в Мичигане. С 1900-х годов начиналась серия путешествий Уайта по Гудзонову заливу, затем в горах Аннивье — 1904 года, в 1911 — первая экспедиция в Африку, в 1926 — вторая. 
Во время Первой мировой войны служил в полевой артиллерии.

## Творчество
Приключенческие романы Уайта построены на обширном материале его путешествий. «The Westerners», 1901, и «The Claim Jumpers», 1901, были написаны на золотых приисках, «The blazed Trail», 1902 — в лагере лесосплавщиков, «The Pass», 1906 — в горах Аннивье, «Secret Harbon», 1925 — на борту яхты, крейсировавшей между Британской Колумбией и Аляской, «Lions in the Path», 1926 — в хижинах Центральной Африки. Его романы проникнуты своеобразной «географической романтикой».
Крупнейшие исторические романы — калифорнийская серия: «Cold», 1913, «The Gray Dawn», 1915, и «The Rose Dawn», 1920. В 1932—1933 появляются в свет «Long Rifle», 1932, и «Ranchero», 1933, история приключений потомка первопроходцев и героев освободительных войн.
В идеализированном историческом прошлом Стюарт воспевает «героическую юность Америки», противопоставляя её современной американской действительности. Географическая и историческая романтика — идеализация империалистических тенденций американского капитализма начала XX века.
Рассказ «Девушка, которую напугали» был экранизирован (вошёл в киноальманах «Баллада Бастера Скраггса»).